# Střední váha
Střední váha (anglicky Middleweight) je váhová kategorie v některých bojových sportech, která následuje po velterové a předchází polotěžké váze.

## Box
V boxu se do střední váhy zahrnují bojovníci mezi 70,5–72,5 kg.

## Zápas

### MS
V řecko-římském zápase se do střední váhy zahrnují bojovníci mezi 78–87 kg.

## Mixed Martial Arts
V MMA má každá organizace jiný systém třídění:
- Ultimate Fighting Championship – ≤84 kg
- Pancrase – ≤84 kg
- Shooto – ≤76 kg